# Erdmann Neumeister

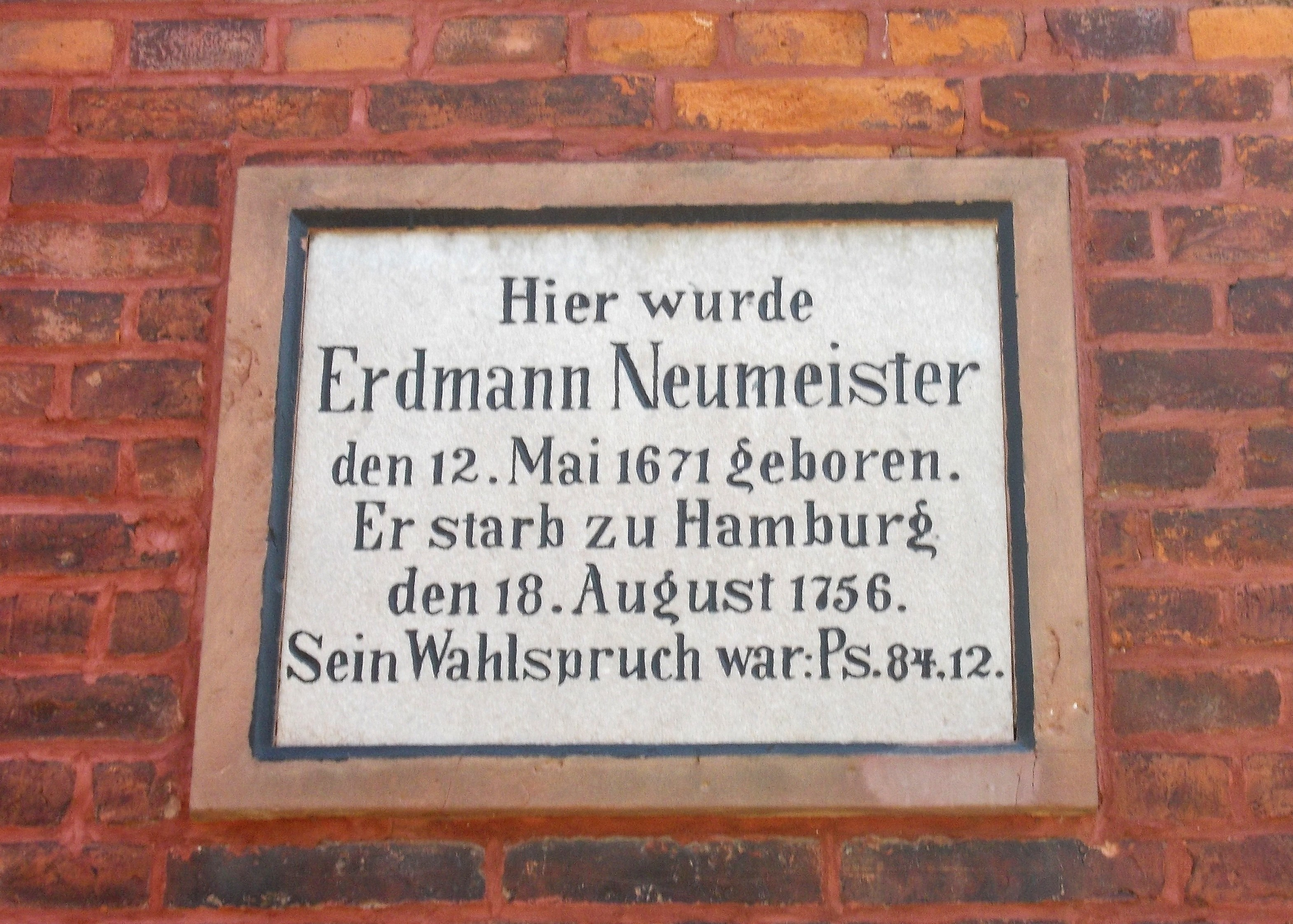
Pamětní deska na škole, jeho rodném domě v německém Uichteritzu (Weißenfels)

Erdmann Neumeister (12. května 1671, Uichteritz bei Weißenfels – 18. srpna 1756, Hamburk) byl německý spisovatel, teolog a také skladatel kostelních písní.

## Biografie
Narodil se roku 1671 jako syn učitele v Sasku-Anhaltsku. V letech 1689–1695 studoval teologii, literaturu a poezii na univerzitě v Lipsku. Od roku 1715–1756 zastával post pastora v hamburském kostele sv. Jakuba (St. Jacobi).
Vedle textů kantát je také autorem přibližně 700 kostelních písní. Jeho texty byly zhudebněny např. Johannem Sebastianem Bachem, Johannem Philippem Kriegerem, či Georgem Philippem Telemannem.